# Illimani
L'Illimani, amb 6.460 metres sobre el nivell de la mar, és una muntanya de Bolívia, situada prop de la ciutat de La Paz. És la major altura de la Serralada Reial i la segona de Bolívia (darrere del Nevado Sajama, que pertany a la Serralada Occidental). Està situat a la província de Pedro Domingo Murillo.
L'Illimani és un enorme massís de més de 8 km de longitud i quatre cims que sobrepassen els 6.000 metres d'altitud, aquests discorren de nord-oest a sud-est, i d'ells és l'última glacera de la Serralada Reial de nord a sud. Pel nord el cordó comença amb el Nevado Illampu i acaba pel sud amb l'Illimani (sud-oest).
Des del cim, es domina l'altiplà, el llac Titicaca fins al Perú, el Sajama fins a Xile i les valls baixant cap a la selva amazònica.

## Toponímia
Hi ha consens sobre l'origen prehispànic del nom Illimani, car es coneixen diverses interpretacions i denominacions paral·leles amb les que es designava a aquesta muntanya: els pobladors aimares que habitaven la ciutat l'anomenaven Illemana, («per on neix el sol») o Jilir-Mamani («el fill gran»).
Al cim de l'esquerra se'l coneix com a Khunu Urucuncu («os de neu»), al cim central, Xapa Punku («porta d'escuma»), i a la de la dreta Khunu Chaubiri («mirador de neu»).

## Geografia

### Ubicació
Aquesta imponent i majestuosa muntanya s'eleva solitària desafiant el cel, entre els graus 15 i 17 de latitud sud, i els 70 i 71 de longitud oest, fent contrast amb l'aplatat Mururata que es troba més al nord dins de la cadena muntanyosa andina.
Des de la ciutat s'observa aquesta muntanya amb els seus brillants i perfilats pics assentats sobre una base quadrangular de roques, la qual abasta diversos quilòmetres de perímetre, coberts eternament de neu, la qual canvia de coloració constantment a causa de les variacions atmosfèriques i el moviment del sol en la seva trajectòria sideral, així com per la major o menor densitat de vapor d'aigua que puja des del fons de les valls de la iunga.

### Pics

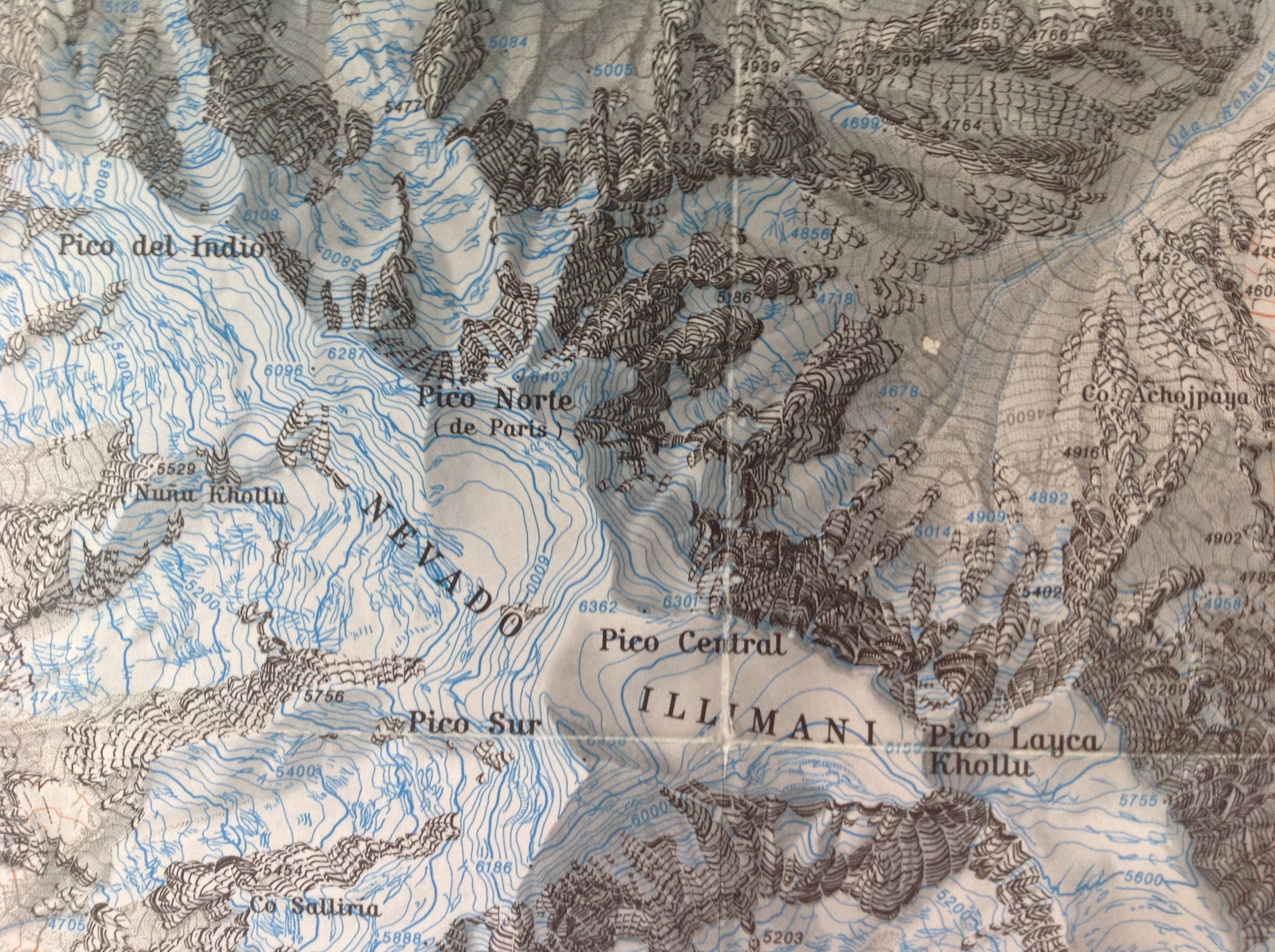
Pics de l'Illimani

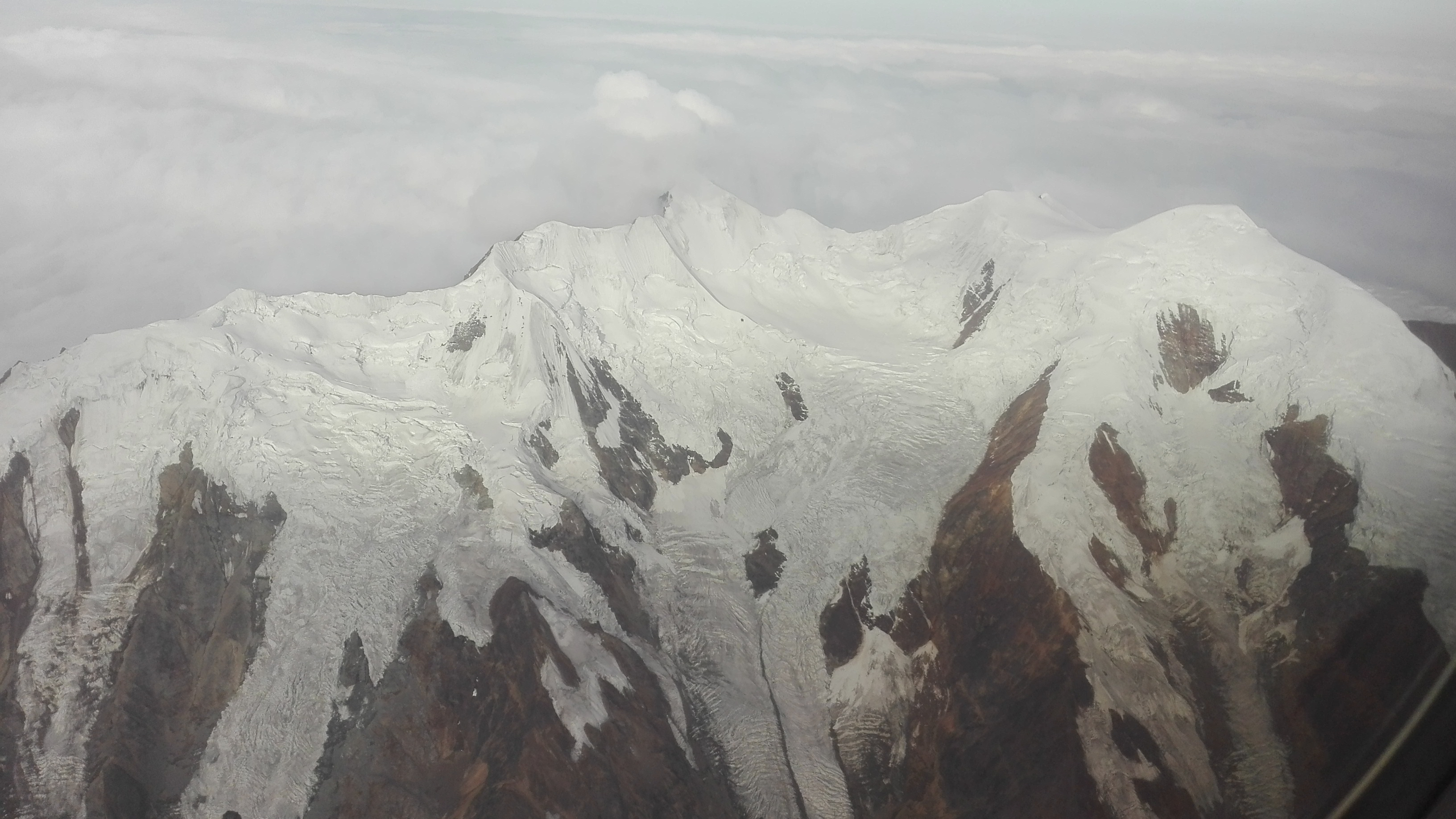
Ilimani des d'un avió

L'Illimani, que es troba aproximadament a seixanta quilòmetres de distància de la ciutat, presenta diversos pics: 
- Pic de l'Indi o Sud (6.460 m): situat a la dreta mirant des de La Paz) Els aimares el coneixen amb el nom d'Achocopaya.
- Pic La Paz o Central (6.360 m): anomenat també Còndor o Àguila Blanca, situat al centre de la gelera.
- Pic Kuhm o Nord (6.380 m): situat a l'esquerra mirant des de La Paz.
- Pic París: no es veu des de la ciutat, es troba ocult al sud-est de la muntanya. Els indígenes en diuen Laika Kollo o Cerro Brujo.

### Fauna i flora
Les àrees circumdants, banyades per les aigües provinents de la gelera, formen valls mesotèrmiques interandines subtropicals: les iungues. La presència de les glaceres que caracteritzen la muntanya regulen la selva nebulosa o celles de muntanya.

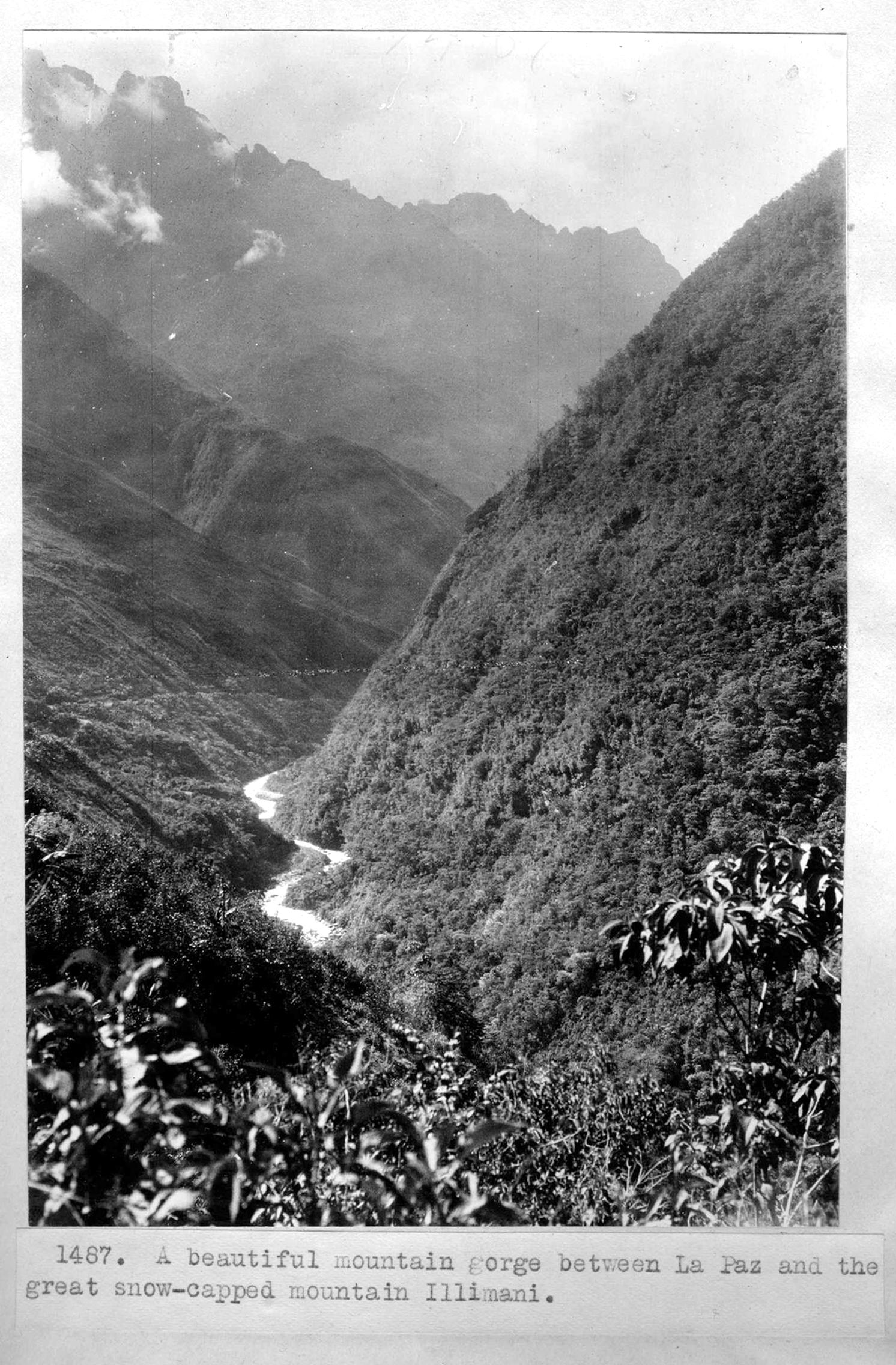
Fotografia de les valls adjacents presa entre 1923-1924

La fauna existent correspon a la característica de les valls mesotèrmiques, destacant la papallona Infraphulia illimani, batejada així per haver estat identificada per Gustav Weymer el 1890 a partir d'exemplars agafats a l'hotel.

## Geologia
L'Illimani es va formar en el mantell paleozoic per la pressió de plaques tectòniques en el període comprès entre els períodes mesozoic i terciari, les roques intrusives van ser erosionades deixant a la vista la formació que coneixem avui dia. L''Illimani està composta per roques plutòniques (granodiorita i monzonita) amb una edat d'entre 208 i 23 milions d'anys.

## Patrimoni i paisatge natural de l'Estat
El 2012, per unanimitat a la cambra de diputats l'Illimani va ser declarat Patrimoni i paisatge natural de l'Estat, amb l'objectiu de garantir-ne la preservació. La decisió es troba recolzada per la llei 302 del 24 d'octubre de 2012.

## Activitats

### Andinisme

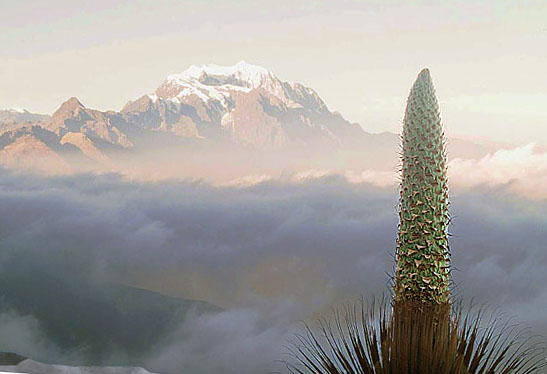
Vista Sud de l'Illimani

- Primer ascens registrat: la primera persona l'ascens de la qual es té registre va ser William Martin Conway. En les seves expedicions per Sud-amèrica, el 1898, va ascendir l'Aconcagua, l'Illampu i l'Illimani, i va explorar part de la Terra del Foc.

- Ascensió femenina l'abril de 2016: 15 dones aimares, abillades amb les seves vestimentes tradicionals de cholas o cholitas, va cridar l'atenció de la premsa internacional en realitzar l'ascens a diferents muntanyes de la serralada, entre elles l'Illimani, i també l'Aconcagua l'any 2019.[7]

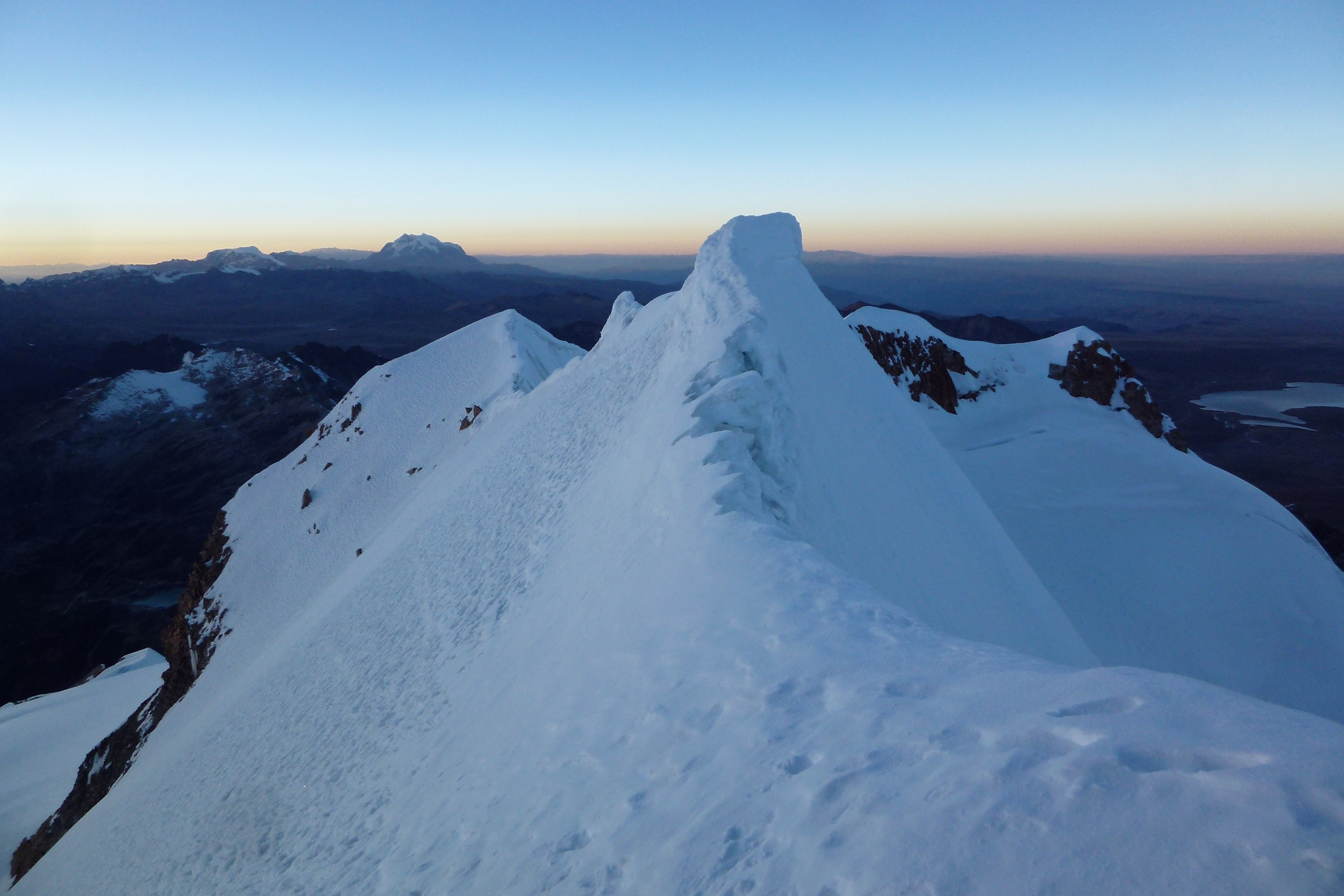
Vista de l'Illimani des de l'Huayna Potosí

## L'Illimani a la cultura

### Heràldica
La figura de l'Illimani és el component central de l'escut de la ciutat de La Paz, havent estat incorporat durant la modificació de 1897. És també part de l'escut de la Universitat Mayor de San Andrés, principal universitat de la ciutat.

### Folclore
L'Illimani és considerat l'Achachila major de la ciutat de La Paz, això significa en la cultura aimara un esperit protector. A les valls circumdants de Cohoni i Khapi es realitzen ofrenes i ascensos de caràcter ritual ja que les seves aigües reguen els cultius del sector. Els desglaços i canvis en els cicles agraris produïts per l'escalfament global, van ser interpretats de manera inicial pels pobladors dels pobles propers com un senyal d'ira i molèstia de la gelera. La relació dels habitants de la ciutat de La Paz amb l'Illimani és intensa i es considera que els assentaments prehispànics van ser orientats per la relació física i visual amb la gelera com a ens protector. Moltes de les cerimònies andines invoquen l'Illimani Achachila durant la seva realització, que inclou l'elaboració d'encens i ofrenes a la mare terra, durant les quals els moviments de les mans es dirigeixen físicament cap a la gelera.

### Identitat local
Diverses institucions, empreses i associacions inclouen en la seva denominació el nom «Illimani».

## Desglaç
Com a efecte de l'escalfament global i el retrocés de les glaceres des de 1850, les glaceres característics d'aquesta muntanya han sofert importants canvis que repercuteixen de manera directa en la vida dels pobladors de les valls voltants dedicats principalment a l'agricultura destinada a la comercialització a La Paz, així com en l'equilibri general dels ecosistemes lligats a les aigües i l'evaporació. Les aigües provinents d'aquestes glaceres alimenten rius que arriben fins a la selva amazònica, per la qual cosa és previsible que la seva pèrdua repercuteixi fortament en àmplies àrees lligades a aquests ecosistemes. S'estima que en el període comprès entre 1980 i 2010 les glaceres en aquesta i altres muntanyes s'han reduït en un rang del 20 al 30%.
La comunitat científica ha realitzat alertes sobre aquesta circumstància a través de diferents treballs d'investigació, i hi ha un consens general sobre l'acceleració d'aquestes pèrdues en els últims 25 anys.

### Conseqüències
El canvi dels cicles de pluges produeixen temor en els habitants de les valls veïnes que observen canvis en les característiques de l'aigua que baixa des de la muntanya, així com la variació de temperatures. Aquest temor es basa en la recent transformació de la muntanya Chacaltaya, antic espai d'esquí, conegut per ser un dels més alts del món, que va perdre totalment la seva àrea nevada. Els habitants de la regió afirmen que en els últims 20 anys la frontera de gel de l'Illimani va retrocedir almenys 500 m. Diferents científics afirmen que, atesa la seva alçada, major als 6.000 msnm, les glaceres d'aquesta muntanya no desapareixeran però sí patiran disminucions considerables. Es calcula que el 2030 totes les glaceres a una alçada menor de 5400 msnm desapareixeran. L'evaporació d'aquests antics cossos de gel posa en perill el proveïment d'aigua en totes les regions limítrofes.
El retrocés de les glaceres a la muntanya ha permès la troballa de restes d'accidents esdevinguts en dècades passades.

### Presa de mostres per al projecte Ice Memory
Entre el 22 de maig i el 18 de juny de 2017 es van prendre mostres de les glaceres com a part de el Projecte Ice Memory.

### Incidents
El gener de 1985 el Vol 980 d'Eastern Airlines va impactar a la muntanya. Els 19 passatgers i 10 tripulants van morir. Durant el juny de 2016 una expedició anomenada Operació Thonapa, va realitzar l'ascens a la recerca de la caixa negra i altres restes de la nau.